# Dyersburg
Dyersburg es una ciudad ubicada en el condado de Dyer en el estado estadounidense de Tennessee. En el Censo de 2010 tenía una población de 17.145 habitantes y una densidad poblacional de 379,01 personas por km².

## Geografía
Dyersburg se encuentra ubicada en las coordenadas 36°2′42″N 89°22′41″O / 36.04500, -89.37806. Según la Oficina del Censo de los Estados Unidos, Dyersburg tiene una superficie total de 45.24 km², de la cual 44.94 km² corresponden a tierra firme y (0.66%) 0.3 km² es agua.

## Demografía
Según el censo de 2010, había 17.145 personas residiendo en Dyersburg. La densidad de población era de 379,01 hab./km². De los 17.145 habitantes, Dyersburg estaba compuesto por el 0.07% blancos, el 0.03% eran afroamericanos, el 0.19% eran amerindios, el 0.76% eran asiáticos, el 0.02% eran isleños del Pacífico, el 1.36% eran de otras razas y el 2.22% pertenecían a dos o más razas. Del total de la población el 2.99% eran hispanos o latinos de cualquier raza.